# Andrzej Żuławski
Andrzej Żuławski (poloneză: [ˈandʐɛj ʐuˈwafskʲi]; n. 22 noiembrie 1940, Liov, RSS Ucraineană, URSS – d. 17 februarie 2016, Varșovia, Polonia) a fost un regizor de film, scenarist și scriitor (romancier) polonez. S-a născut la Lviv, Republica Sovietică Socialistă Ucraineană (acum Ucraina). Żuławski a fost deseori împotriva comercialismului mainstream în filmele sale și s-a bucurat de succes mai mult în rândul publicului european de artă.
La sfârșitul anilor 1950, Żuławski a studiat cinematografia în Franța. Cel de-al doilea lungmetraj al său, Diabeł (Diavolul din 1972), a fost interzis în Polonia, iar Żuławski a plecat în Franța. După succesul filmului Important e să iubești (L'important c'est d'aimer) din 1975, s-a întors în Polonia unde a petrecut doi ani realizând filmul științifico-fantastic Na srebrnym globie (Pe Globul de Argint, 1988). Munca la acest film a fost întreruptă de autoritățile poloneze. După aceea, Żuławski s-a mutat iarăși în Franța, unde a devenit cunoscut pentru filmele sale de artă controversate și violente. Żuławski este notabil și pentru că a colaborat cu actrițe ca Romy Schneider, Isabelle Adjani sau Sophie Marceau. 
Filmele sale au fost premiate la diferite festivaluri internaționale de film. Żuławski a scris, de asemenea, mai multe romane, de exemplu: Il était Un Verger, Lity Bór (sau La Forêt Forteresse), W Oczach Tygrysa și Ogród Miłości.

## Biografie
Andrzej Żuławski s-a născut la Lviv (cunoscut anterior ca Lwów). A fost asistent al regizorului Andrzej Wajda.
Când cel de-al doilea film al său, Diabeł (Diavolul din 1972), a fost interzis în Polonia, a decis să se mute în Franța, unde a regizat Important e să iubești (L'important c'est d'aimer) (1975) împreună cu Romy Schneider.
După întoarcerea sa în Polonia, a lucrat timp de doi ani la un film pe care autoritățile nu i-au permis să-l termine (Na srebrnym globie), pe baza unei cărți a unchiului său, Jerzy Żuławski. De atunci a trăit și a lucrat mai mult în Franța, realizând filme de artă. 
Fiind un nonconformist care a sfidat întotdeauna comercialismul mainstream, Żuławski s-a bucurat de succes mai ales în rândul publicului european de artă. Filmele sale sălbatice, imaginative și controversate au primit premii la diferite festivaluri internaționale de film. A mai scris romanele Il était Un Verger, Lity Bór (sau La Forêt Forteresse ), W Oczach Tygrysa și Ogród Miłości.
În 2006 a fost președintele juriului la cel de-al 28-lea Festival Internațional de Film de la Moscova.
Żuławski a lucrat de mai multe ori cu compozitorul Andrzej Korzyński, începând cu Trzecia czesc nocy (A treia parte a nopții din 1971). Ultima lor colaborare a fost la thrillerul franco-portughez Cosmos (2015), care a fost și ultimul film al lui Żuławski. 
Pe 17 februarie 2016, Żuławski a murit la un spital din Varșovia din cauza cancerului. 

## Viață personală
A avut trei fii din relații diferite. Fosta soție a lui Żuławski a fost Małgorzata Braunek, care a fost o actriță de film și de teatru poloneză. Fiul lor, Xawery Żuławski, este și el regizor de film. 
Andrzej Żuławski a avut o relație cu actrița franceză Sophie Marceau timp de șaisprezece ani, cu care a făcut patru filme într-o perioadă de 15 ani (L’Amour braque, My Nights Are More Beautiful Than Your Days, La Note bleue, La fidélité). Au avut un fiu, Vincent. Sophie și Andrzej s-au despărțit în 2001.

## Filmografie selectată
| An   | Titlu                                    | Rol                                        |
| ---- | ---------------------------------------- | ------------------------------------------ |
| 2019 | Mowa ptaków                              | Scenarist                                  |
| 2015 | Cosmos                                   | Regizor & Scenarist                        |
| 2000 | Fidelitate (Wierność)                    | Regizor & Scenarist                        |
| 1996 | Șamanca                                  | Regizor                                    |
| 1991 | La Note bleue                            | Regizor & Scenarist                        |
| 1989 | Boris Godunov                            | Regizor & Scenarist                        |
| 1989 | Mes nuits sont plus belles que vos jours | Regizor & Scenarist (adaptare & dialoguri) |
| 1988 | Na srebrnym globie                       | Regizor & Scenarist; parțial film pierdut  |
| 1987 | Bolnavă de iubire                        | Scenarist                                  |
| 1985 | L'Amour braque                           | Regizor & Scenarist                        |
| 1984 | La femme publique                        | Regizor & Scenarist                        |
| 1981 | Posedată                                 | Regizor & Scenarist (adaptare & dialoguri) |
| 1975 | Important e să iubești                   | Regizor & Scenarist (adaptare)             |
| 1972 | Diabeł                                   | Regizor & Scenarist (adaptare)             |
| 1971 | Trzecia czesc nocy                       | Regizor & Scenarist (adaptare)             |